# Черенковський детектор
Черенковський детектор, або детектор черенковського випромінювання, — детектор елементарних частинок, що використовує детектування черенковського випромінювання. Він дозволяє в непрямий спосіб визначати маси частинок і відокремлювати легші частинки (що дають черенковське випромінювання) від важчих (що не випромінюють).
Черенковське випромінювання перетворюється на електричний сигнал за допомогою фотоелектронних помножувачів. Застосовується у фізиці високих енергій, ядерній фізиці та астрофізиці.
Частинка, що проходить через речовину зі швидкістю більшою, ніж швидкість світла в даній речовині, випромінює черенковське світло. Можна навести аналогію зі створенням звукового удару, коли літак летить швидше, ніж звукові хвилі переміщаються повітрям. Світло, що виникає при цьому, випромінюється приблизно в напрямку руху частинки в конус, кут якого {\displaystyle \theta _{c}} безпосередньо пов'язаний зі швидкістю частинки формулою
{\displaystyle \cos \theta _{c}={\frac {c}{nv}}}
де {\displaystyle c} — швидкість світла, {\displaystyle v} швидкість частки, а {\displaystyle n} — показник заломлення середовища.
Черенковський детектор дозволяє отримувати інформацію про швидкість частинки, і якщо відомий імпульс частинки (наприклад, по викривленню траєкторії в магнітному полі), то дає можливість отримати й масу і таким чином ідентифікувати частинку.
Крім використання детекторів в ядерній енергетиці, їх також використовують астрономи для виявлення частинок космічних променів.
Таким чином, цей тип детекторів може дати більше інформації, порівняно, наприклад, зі сцинтиляційними лічильниками.